# Lista numerów startowych w Formule 1
Od początku rozgrywania Mistrzostw Świata Formuły 1, tj. od roku 1950, w sporcie tym były używane numery startowe. Aż do sezonu 1972 numery były przyznawane w zależności od organizatorów poszczególnych Grand Prix. W trakcie sezonu 1973 wprowadzono stałe numery startowe, oparte na klasyfikacji konstruktorów. Numery były stałe dla poszczególnych konstruktorów i nie zmieniały się w kolejnych sezonach, z dwoma wyjątkami: albo jeżeli konstruktor zatrudniał mistrza świata (któremu przysługiwał numer 1), albo jeżeli możliwe było wykorzystanie wolnych numerów (np. w przypadku upadku jakiegoś konstruktora). Ten system zmienił się w roku 1996, od kiedy to numery były co roku zmieniane na podstawie ubiegłorocznej klasyfikacji konstruktorów (mistrzowi świata nadal przysługiwał numer 1). Od 2014 roku każdy kierowca przez całą karierę w Formule 1 ściga się ze stałym, wybranym przez siebie numerem; mistrz świata może, ale nie musi, użyć numeru 1.
W Formule 1 tradycyjnie nie był używany numer 13, pojmowany jako „pechowy”. Wytłumaczeniem miały być wypadki ze skutkiem śmiertelnym, którym ulegli używający numerów 13 Paul Torchy (w Grand Prix San Sebastián 1925) i Giulio Masetti (podczas Targa Florio 1926). W Formule 1 numeru 13 używali tylko Moisés Solana (w Grand Prix Meksyku 1963), Divina Galica (podczas Grand Prix Wielkiej Brytanii 1976) i Pastor Maldonado (w latach 2014–2015). Zastrzeżony jest natomiast numer 17, którego używał Jules Bianchi, który podczas Grand Prix Japonii 2014 miał wypadek, w wyniku którego kilka miesięcy później zmarł.

## Lista numerów startowych
Legenda: Nr = Numer startowy; Kier. = Liczba kierowców używających danego numeru; Lata = Lata używania danego numeru; Pierwszy kierowca = Pierwszy kierowca używający danego numeru; Ostatni kierowca = Ostatni kierowca używający danego numeru
Na niebiesko zaznaczono numery startowe używane w sezonie 2024.
| Nr  | Kier. | Lata                                                                                         | Pierwszy kierowca                | Ostatni kierowca                     | Źródło          |
| --- | ----- | -------------------------------------------------------------------------------------------- | -------------------------------- | ------------------------------------ | --------------- |
| 0   | 2     | 1973, 1993–1994                                                                              | Jody Scheckter                   | Damon Hill                           | [ 7 ] [ 8 ]     |
| 1   | 52    | 1950–1992, 1995–2014, 2022–2025                                                              | Juan Manuel Fangio               | Max Verstappen                       | [ 9 ] [ 10 ]    |
| 2   | 96    | 1950–2013, 2017–2018, 2023–2024                                                              | Giuseppe Farina                  | Logan Sargeant                       | [ 11 ] [ 12 ]   |
| 3   | 88    | 1950–2024                                                                                    | Luigi Fagioli                    | Daniel Ricciardo                     | [ 13 ] [ 14 ]   |
| 4   | 138   | 1950–2014, 2019–2025                                                                         | Reg Parnell                      | Lando Norris                         | [ 15 ] [ 16 ]   |
| 5   | 87    | 1950–2013, 2015–2022, 2025                                                                   | David Murray                     | Gabriel Bortoleto                    | [ 17 ] [ 18 ]   |
| 6   | 124   | 1950–2016, 2020–2022, 2025                                                                   | David Hampshire                  | Isack Hadjar                         | [ 19 ] [ 20 ]   |
| 7   | 87    | 1950–1987, 1989–2021, 2025                                                                   | Paul Russo                       | Jack Doohan                          | [ 21 ] [ 22 ]   |
| 8   | 140   | 1950–1987, 1989–2020                                                                         | Leslie Johnson                   | Romain Grosjean                      | [ 23 ] [ 24 ]   |
| 9   | 105   | 1950–1985, 1987–2018, 2021                                                                   | Peter Walker                     | Nikita Mazepin                       | [ 25 ] [ 26 ]   |
| 10  | 148   | 1950–1978, 1980–1982, 1984–1985, 1987–2014, 2017–2025                                        | Joe Fry                          | Pierre Gasly                         | [ 27 ] [ 28 ]   |
| 11  | 97    | 1950–1954, 1956–2024                                                                         | Cuth Harrison                    | Sergio Pérez                         | [ 29 ] [ 30 ]   |
| 12  | 151   | 1950–2013, 2015–2016, 2025                                                                   | Bob Gerard                       | Andrea Kimi Antonelli                | [ 31 ] [ 32 ]   |
| 13  | 3     | 1963, 1976, 2014–2015                                                                        | Moisés Solana                    | Pastor Maldonado                     | [ 33 ] [ 34 ]   |
| 14  | 138   | 1950–1982, 1984–1988, 1990–2018, 2021–2025                                                   | Yves Giraud-Cabantous            | Fernando Alonso                      | [ 35 ] [ 36 ]   |
| 15  | 109   | 1950–1986, 1988–2013                                                                         | Louis Rosier                     | Adrian Sutil                         | [ 37 ] [ 38 ]   |
| 16  | 155   | 1950–1992, 1995–2013, 2018–2025                                                              | Philippe Étancelin               | Charles Leclerc                      | [ 39 ] [ 40 ]   |
| 17  | 119   | 1950–1954, 1956–1992, 1995–2014                                                              | Eugène Martin                    | Jules Bianchi                        | [ 41 ] [ 42 ]   |
| 18  | 160   | 1950–1991, 1996–2001, 2003–2008, 2010–2013, 2017–2025                                        | Johnny Claes                     | Lance Stroll                         | [ 43 ] [ 44 ]   |
| 19  | 122   | 1950–1979, 1982, 1984–1994, 1996–2001, 2003–2008, 2010–2017                                  | Louis Chiron                     | Felipe Massa                         | [ 45 ] [ 46 ]   |
| 20  | 160   | 1950–1982, 1984–1994, 1996–2020, 2022–2024                                                   | Emmanuel de Graffenried          | Kevin Magnussen                      | [ 47 ] [ 48 ]   |
| 21  | 120   | 1950–1978, 1980–1981, 1984–1993, 1995–2014, 2016, 2023                                       | Prince Bira                      | Nyck de Vries                        | [ 49 ] [ 50 ]   |
| 22  | 168   | 1950–1993, 1995–2002, 2006–2017, 2021–2025                                                   | Jimmy Davies                     | Yuki Tsunoda                         | [ 51 ] [ 52 ]   |
| 23  | 113   | 1950–1958, 1960, 1962–1968, 1970–1975, 1977–1978, 1980–2002, 2006–2013, 2019–2020, 2022–2025 | Joe Kelly                        | Alexander Albon                      | [ 53 ] [ 54 ]   |
| 24  | 136   | 1950–1968, 1970–1979, 1984–1995, 1997, 2002, 2010–2012, 2022–2024                            | Geoffrey Crossley                | Guanyu Zhou                          | [ 55 ] [ 56 ]   |
| 25  | 135   | 1950–1995, 1997, 2002, 2010–2012, 2014                                                       | Johnny Mauro                     | Jean-Éric Vergne                     | [ 57 ] [ 58 ]   |
| 26  | 121   | 1950–1995, 2014–2017, 2019–2020                                                              | Bob Gerard                       | Daniił Kwiat                         | [ 59 ] [ 60 ]   |
| 27  | 63    | 1950–1958, 1960–1966, 1968, 1970–1995, 2014–2020, 2022–2025                                  | Walt Ader                        | Nico Hülkenberg                      | [ 61 ] [ 62 ]   |
| 28  | 109   | 1950–1966, 1968–1995, 2015, 2017–2018                                                        | Peter Whitehead                  | Brendon Hartley                      | [ 63 ] [ 64 ]   |
| 29  | 62    | 1950–1958, 1962–1965, 1967, 1970–1975, 1977–1983, 1985–1995                                  | Charles Van Acker                | Karl Wendlinger                      | [ 65 ] [ 66 ]   |
| 30  | 108   | 1950–1985, 1987–1995, 2016–2017, 2024–2025                                                   | Prince Bira                      | Liam Lawson                          | [ 67 ] [ 68 ]   |
| 31  | 59    | 1950–1958, 1961–1962, 1967, 1970–1984, 1986, 1988–1991, 1994, 2017–2018, 2020–2025           | Mauri Rose                       | Esteban Ocon                         | [ 69 ] [ 70 ]   |
| 32  | 114   | 1950–1978, 1981–1983, 1987–1989, 1991–1992, 1994                                             | Giuseppe Farina                  | Domenico Schiattarella               | [ 71 ] [ 72 ]   |
| 33  | 50    | 1950–1959, 1961, 1971–1972, 1974–1979, 1981–1985, 1988–1992, 1994, 2015–2021                 | Joel Thorne                      | Max Verstappen                       | [ 73 ] [ 74 ]   |
| 34  | 97    | 1950–1968, 1970–1977, 1983, 1989–1992, 1994                                                  | Juan Manuel Fangio               | Bertrand Gachot                      | [ 75 ] [ 76 ]   |
| 35  | 35    | 1951–1954, 1956–1957, 1960, 1971–1972, 1974–1979, 1981–1983, 1989–1992, 2018                 | Frank Armi                       | Siergiej Sirotkin                    | [ 77 ] [ 78 ]   |
| 36  | 78    | 1950–1970, 1972–1973, 1977–1979, 1981–1983, 1988–1990, 2017                                  | Luigi Fagioli                    | Antonio Giovinazzi                   | [ 79 ] [ 80 ]   |
| 37  | 17    | 1951–1955, 1959–1961, 1971, 1974, 1976–1978, 1981, 1989                                      | Bob Sweikert                     | JJ Lehto                             | [ 81 ] [ 82 ]   |
| 38  | 68    | 1950–1967, 1970, 1973, 1976–1978, 1989, 2024                                                 | Luigi Villoresi                  | Oliver Bearman                       | [ 83 ] [ 84 ]   |
| 39  | 25    | 1950, 1952–1955, 1959–1960, 1967, 1976–1978, 1989–1990, 2017                                 | Danny Kladis                     | Brendon Hartley                      | [ 85 ] [ 86 ]   |
| 40  | 64    | 1950–1966, 1970, 1976–1978, 1983, 1989, 2017, 2023                                           | Alberto Ascari                   | Liam Lawson                          | [ 87 ] [ 88 ]   |
| 41  | 20    | 1950–1956, 1959–1960, 1962, 1967, 1969, 1974, 1977, 1980, 1989                               | Milt Fankhauser                  | Yannick Dalmas                       | [ 89 ] [ 90 ]   |
| 42  | 56    | 1950–1963, 1965–1966, 1970, 1974, 1983                                                       | Raymond Sommer                   | Jonathan Palmer                      | [ 91 ] [ 92 ]   |
| 43  | 15    | 1950, 1953–1954, 1957–1960, 1974, 1980, 2024–2025                                            | Chet Miller                      | Franco Colapinto                     | [ 93 ] [ 94 ]   |
| 44  | 51    | 1950–1956, 1958–1966, 1970, 1974, 1977, 2014–2025                                            | Franco Rol                       | Lewis Hamilton                       | [ 95 ] [ 96 ]   |
| 45  | 9     | 1950–1951, 1954, 1957–1959, 1977, 2014, 2022                                                 | Dick Rathmann                    | Nyck de Vries                        | [ 97 ] [ 98 ]   |
| 46  | 46    | 1950–1956, 1958–1965, 1970, 2014                                                             | Consalvo Sanesi                  | Will Stevens                         | [ 99 ] [ 100 ]  |
| 47  | 7     | 1950, 1952, 1954, 1956, 1959, 2016, 2021–2022                                                | Ralph Pratt                      | Mick Schumacher                      | [ 101 ] [ 102 ] |
| 48  | 38    | 1950–1966, 1970                                                                              | Louis Chiron                     | Chris Amon                           | [ 103 ] [ 104 ] |
| 49  | 5     | 1950–1951, 1953–1959                                                                         | Jack McGrath                     | Ray Crawford                         | [ 105 ] [ 106 ] |
| 50  | 34    | 1950–1956, 1958–1959, 1961–1965, 1970, 1974, 1977, 1980, 2024                                | Prince Bira                      | Oliver Bearman                       | [ 107 ] [ 108 ] |
| 51  | 13    | 1950–1954, 1956, 1958–1959, 1976–1977, 1980, 2020                                            | Mark Light                       | Pietro Fittipaldi                    | [ 109 ] [ 110 ] |
| 52  | 12    | 1950–1954, 1956–1962, 1965, 1970, 1976–1977                                                  | Emmanuel de Graffenried          | Kazuyoshi Hoshino                    | [ 111 ] [ 112 ] |
| 53  | 6     | 1951–1954, 1956, 1959, 2015                                                                  | George Fonder                    | Alexander Rossi                      | [ 113 ] [ 114 ] |
| 54  | 24    | 1950, 1952–1954, 1956–1959, 1961–1963, 1970, 1976                                            | Cecil Green                      | Tony Trimmer                         | [ 115 ] [ 116 ] |
| 55  | 10    | 1950, 1952–1953, 1956–1957, 1974, 1978, 2015–2025                                            | Troy Ruttman                     | Carlos Sainz                         | [ 117 ] [ 118 ] |
| 56  | 18    | 1950, 1952–1953, 1958–1962, 1964, 1970                                                       | Pierre Levegh                    | Silvio Moser                         | [ 119 ] [ 120 ] |
| 57  | 8     | 1951, 1953, 1956–1959                                                                        | Andy Linden                      | Al Keller                            | [ 121 ] [ 122 ] |
| 58  | 19    | 1950–1953, 1956–1961, 1963                                                                   | Billy Devore                     | Jo Bonnier                           | [ 123 ] [ 124 ] |
| 59  | 5     | 1950–1954, 1957–1958                                                                         | Pat Flaherty                     | Dempsey Wilson                       | [ 125 ] [ 126 ] |
| 60  | 8     | 1950, 1952, 1958–1959, 1961–1962, 1964                                                       | Juan Manuel Fangio Piero Taruffi | Jean-Claude Rudaz                    | [ 127 ] [ 128 ] |
| 61  | 6     | 1950, 1952–1953, 1955, 1958, 1960, 2024                                                      | Jimmy Jackson                    | Jack Doohan                          | [ 129 ] [ 130 ] |
| 62  | 14    | 1950, 1952–1954, 1956–1959, 1961–1963                                                        | Johnny McDowell                  | Ernesto Brambilla                    | [ 131 ] [ 132 ] |
| 63  | 6     | 1950–1953, 2019–2025                                                                         | Bob Gregg Joe James              | George Russell                       | [ 133 ]         |
| 64  | 14    | 1950–1953, 1955–1957, 1959, 1963                                                             | Bob Sweikert                     | Mário de Araújo Cabral               | [ 134 ] [ 135 ] |
| 65  | 8     | 1950, 1952–1954, 1958–1960                                                                   | Marvin Burke Norm Houser         | Chuck Stevenson                      | [ 136 ] [ 137 ] |
| 66  | 13    | 1950–1954, 1958–1959, 1963, 1974, 1978                                                       | Cliff Griffith                   | Nelson Piquet                        | [ 138 ] [ 139 ] |
| 67  | 7     | 1950–1954, 1957                                                                              | Bill Schindler                   | Don Edmunds                          | [ 140 ] [ 141 ] |
| 68  | 6     | 1951–1952, 1954–1955, 1958, 1961                                                             | Carl Forberg                     | André Pilette                        | [ 142 ] [ 143 ] |
| 69  | 10    | 1950–1955, 1958–1960, 1969                                                                   | Duke Dinsmore                    | Al Pease                             | [ 144 ] [ 145 ] |
| 70  | 1     | 1952                                                                                         | Charles de Tornaco               | Charles de Tornaco                   | [ 146 ] [ 147 ] |
| 71  | 12    | 1951–1955, 1957–1960, 1967                                                                   | Bill Mackey                      | Jochen Rindt                         | [ 148 ] [ 149 ] |
| 72  | 7     | 1951, 1955, 1957–1959, 1961                                                                  | Jimmy Bryan                      | Gaetano Starrabba                    | [ 150 ] [ 151 ] |
| 73  | 8     | 1951–1957, 1959–1960                                                                         | Carl Scarborough                 | Don Freeland                         | [ 152 ] [ 153 ] |
| 74  | 10    | 1950–1956, 1958–1959, 1961                                                                   | Carl Forberg                     | Carel Godin de Beaufort              | [ 154 ] [ 155 ] |
| 75  | 7     | 1950–1951, 1953, 1956, 1958                                                                  | Gene Hartley                     | Fred Agabashian Al Herman            | [ 156 ] [ 157 ] |
| 76  | 7     | 1950–1953, 1955, 1960                                                                        | Jim Rathmann                     | Al Herman                            | [ 158 ] [ 159 ] |
| 77  | 12    | 1950–1959, 1976, 2014–2024                                                                   | Jackie Holmes                    | Valtteri Bottas                      | [ 160 ] [ 161 ] |
| 78  | 9     | 1950–1951, 1953, 1955–1956, 1959                                                             | Cy Marshall                      | Gene Force Eddie Russo Bob Schroeder | [ 162 ] [ 163 ] |
| 79  | 5     | 1950–1951, 1953, 1956, 1960                                                                  | Chuck Leighton                   | Russ Congdon                         | [ 164 ] [ 165 ] |
| 80  | 1     | 1951                                                                                         | Paul Pietsch                     | Paul Pietsch                         | [ 166 ] [ 167 ] |
| 81  | 8     | 1950–1953, 1955–1957, 2023–2025                                                              | Jerry Hoyt                       | Oscar Piastri                        | [ 168 ] [ 169 ] |
| 82  | 11    | 1950–1953, 1956–1959                                                                         | Joe James                        | Chuck Rodee Dempsey Wilson           | [ 170 ] [ 171 ] |
| 83  | 6     | 1950–1951, 1953–1955, 1957–1958                                                              | Al Miller                        | Shorty Templeman                     | [ 172 ] [ 173 ] |
| 84  | 5     | 1950–1953, 1956                                                                              | Mike Burch                       | Bill Cheesbourg                      | [ 174 ] [ 175 ] |
| 85  | 5     | 1950–1951, 1953, 1956                                                                        | Manny Ayulo Jim Rigsby           | Gig Stephens                         | [ 176 ] [ 177 ] |
| 86  | 2     | 1951, 1953                                                                                   | Philippe Étancelin               | Bill Boyd                            | [ 178 ] [ 179 ] |
| 87  | 8     | 1950–1951, 1953, 1956, 1959, 2025                                                            | Bill Vukovich                    | Oliver Bearman                       | [ 180 ] [ 181 ] |
| 88  | 8     | 1951–1959, 2016, 2019, 2021                                                                  | Duncan Hamilton                  | Robert Kubica                        | [ 182 ] [ 183 ] |
| 89  | 8     | 1951, 1953–1959, 2020                                                                        | David Murray                     | Jack Aitken                          | [ 184 ] [ 185 ] |
| 90  | 1     | 1951                                                                                         | Pierre Levegh                    | Pierre Levegh                        | [ 186 ] [ 187 ] |
| 91  | 4     | 1951, 1953, 1956, 1959                                                                       | Rudi Fischer                     | Johnny Moorhouse                     | [ 188 ] [ 189 ] |
| 92  | 6     | 1951–1953, 1957–1959                                                                         | Toni Branca                      | Jack Ensley                          | [ 190 ] [ 191 ] |
| 93  | 8     | 1951–1956, 1958–1959                                                                         | Jacques Swaters                  | Bob Cortner                          | [ 192 ] [ 193 ] |
| 94  | 2     | 1951, 2016–2017                                                                              | Johnny Claes                     | Pascal Wehrlein                      | [ 194 ] [ 195 ] |
| 95  | 4     | 1953, 1957–1958                                                                              | Jorge Daponte                    | Bill Homeier Leroy Warriner          | [ 196 ] [ 197 ] |
| 96  | 2     | 1952–1953                                                                                    | Gene Force                       | Jud Larson                           | [ 198 ]         |
| 97  | 4     | 1951–1954, 1958, 1960                                                                        | Allen Heath                      | Dick Rathmann                        | [ 199 ] [ 200 ] |
| 98  | 10    | 1950–1960, 2015                                                                              | Walt Faulkner                    | Roberto Merhi                        | [ 201 ] [ 202 ] |
| 99  | 11    | 1950–1956, 1958–1960, 2014, 2019–2021                                                        | Emil Andres Kenny Eaton          | Antonio Giovinazzi                   | [ 203 ] [ 204 ] |
| 101 | 1     | 1952                                                                                         | Alberto Ascari                   | Alberto Ascari                       | [ 205 ] [ 206 ] |
| 102 | 1     | 1952                                                                                         | Giuseppe Farina                  | Giuseppe Farina                      | [ 207 ] [ 208 ] |
| 103 | 1     | 1952                                                                                         | Piero Taruffi                    | Piero Taruffi                        | [ 209 ] [ 210 ] |
| 104 | 1     | 1952                                                                                         | Piero Carini                     | Piero Carini                         | [ 211 ]         |
| 105 | 1     | 1952                                                                                         | Felice Bonetto                   | Felice Bonetto                       | [ 212 ] [ 213 ] |
| 107 | 1     | 1952                                                                                         | Robert Manzon                    | Robert Manzon                        | [ 214 ] [ 215 ] |
| 108 | 1     | 1952                                                                                         | Jean Behra                       | Jean Behra                           | [ 216 ] [ 217 ] |
| 109 | 1     | 1952                                                                                         | Maurice Trintignant              | Maurice Trintignant                  | [ 218 ] [ 219 ] |
| 110 | 1     | 1952                                                                                         | Marcel Balsa                     | Marcel Balsa                         | [ 220 ] [ 221 ] |
| 111 | 1     | 1952                                                                                         | Peter Collins                    | Peter Collins                        | [ 222 ] [ 223 ] |
| 112 | 1     | 1952                                                                                         | Paul Frère                       | Paul Frère                           | [ 224 ] [ 225 ] |
| 113 | 1     | 1952                                                                                         | Johnny Claes                     | Johnny Claes                         | [ 226 ] [ 227 ] |
| 114 | 1     | 1952                                                                                         | Bill Aston                       | Bill Aston                           | [ 228 ] [ 229 ] |
| 115 | 1     | 1952                                                                                         | Gino Bianco                      | Gino Bianco                          | [ 230 ] [ 231 ] |
| 116 | 1     | 1952                                                                                         | Eitel Cantoni                    | Eitel Cantoni                        | [ 232 ] [ 233 ] |
| 117 | 1     | 1952                                                                                         | Rudi Fischer                     | Rudi Fischer                         | [ 234 ] [ 235 ] |
| 118 | 1     | 1952                                                                                         | Rudolf Schoeller                 | Rudolf Schoeller                     | [ 236 ] [ 237 ] |
| 119 | 1     | 1952                                                                                         | Roger Laurent                    | Roger Laurent                        | [ 238 ] [ 239 ] |
| 120 | 1     | 1952                                                                                         | Tony Gaze                        | Tony Gaze                            | [ 240 ] [ 241 ] |
| 121 | 1     | 1952                                                                                         | Fritz Riess                      | Fritz Riess                          | [ 242 ] [ 243 ] |
| 122 | 1     | 1952                                                                                         | Theo Helfrich                    | Theo Helfrich                        | [ 244 ] [ 245 ] |
| 123 | 1     | 1952                                                                                         | Willi Heeks                      | Willi Heeks                          | [ 246 ] [ 247 ] |
| 124 | 1     | 1952                                                                                         | Helmut Niedermayr                | Helmut Niedermayr                    | [ 248 ] [ 249 ] |
| 125 | 1     | 1952                                                                                         | Toni Ulmen                       | Toni Ulmen                           | [ 250 ] [ 251 ] |
| 126 | 1     | 1952                                                                                         | Adolf Brudes                     | Adolf Brudes                         | [ 252 ] [ 253 ] |
| 127 | 1     | 1952                                                                                         | Paul Pietsch                     | Paul Pietsch                         | [ 254 ] [ 255 ] |
| 128 | 1     | 1952                                                                                         | Hans Klenk                       | Hans Klenk                           | [ 256 ] [ 257 ] |
| 129 | 1     | 1952                                                                                         | Josef Peters                     | Josef Peters                         | [ 258 ] [ 259 ] |
| 130 | 1     | 1952                                                                                         | Karl-Günther Bechem              | Karl-Günther Bechem                  | [ 260 ] [ 261 ] |
| 131 | 1     | 1952                                                                                         | Ludwig Fischer                   | Ludwig Fischer                       | [ 262 ] [ 263 ] |
| 133 | 1     | 1952                                                                                         | Willi Krakau                     | Willi Krakau                         | [ 264 ] [ 265 ] |
| 134 | 1     | 1952                                                                                         | Harry Merkel                     | Harry Merkel                         | [ 266 ] [ 267 ] |
| 135 | 1     | 1952                                                                                         | Ernst Klodwig                    | Ernst Klodwig                        | [ 268 ] [ 269 ] |
| 136 | 1     | 1952                                                                                         | Rudolf Krause                    | Rudolf Krause                        | [ 270 ] [ 271 ] |
| 208 | 1     | 1974                                                                                         | Lella Lombardi                   | Lella Lombardi                       | [ 272 ] [ 273 ] |

### Stałe numery startowe
Lista wyszczególnia kierowców używających stałych numerów startowych, wprowadzonych w sezonie 2014. Rubryka Lata dotyczy okresu używania przez danego kierowcy stałego numeru startowego. Pogrubiono kierowców zgłoszonych do sezonu 2025.
| Nr | Kierowca              | Lata                 | Uwagi | Źródło  |
| -- | --------------------- | -------------------- | --- | ------- |
| 2  | Stoffel Vandoorne     | 2017–2018            | w GP Bahrajnu 2016 używał tymczasowego numeru 47                                                                                     | [ 274 ] |
| 2  | Logan Sargeant        | 2023–2024            | | [ 275 ] |
| 3  | Daniel Ricciardo      | 2014–2024            | | [ 276 ] |
| 4  | Max Chilton           | 2014                 | | [ 277 ] |
| 4  | Lando Norris          | 2019–2025            | | [ 278 ] |
| 5  | Sebastian Vettel      | 2015–2022            | w 2014 jako mistrz świata używał numeru 1                                                                                            | [ 279 ] |
| 5  | Gabriel Bortoleto     | 2025                 | | [ 280 ] |
| 6  | Nico Rosberg          | 2014–2016            | | [ 281 ] |
| 6  | Nicholas Latifi       | 2020–2022            | | [ 282 ] |
| 6  | Isack Hadjar          | 2025                 | | [ 283 ] |
| 7  | Kimi Räikkönen        | 2014–2021            | | [ 284 ] |
| 7  | Jack Doohan           | 2025                 | w GP Abu Zabi 2024 używał tymczasowego numeru 61                                                                                     | [ 285 ] |
| 8  | Romain Grosjean       | 2014–2020            | | [ 286 ] |
| 9  | Marcus Ericsson       | 2014–2018            | | [ 287 ] |
| 9  | Nikita Mazepin        | 2021                 | | [ 288 ] |
| 10 | Kamui Kobayashi       | 2014                 | | [ 289 ] |
| 10 | Pierre Gasly          | 2017–2025            | | [ 290 ] |
| 11 | Sergio Pérez          | 2014–2024            | | [ 291 ] |
| 12 | Felipe Nasr           | 2015–2016            | | [ 292 ] |
| 12 | Andrea Kimi Antonelli | 2025                 | | [ 293 ] |
| 13 | Pastor Maldonado      | 2014–2015            | | [ 294 ] |
| 14 | Fernando Alonso       | 2014–2018, 2021–2025 | | [ 295 ] |
| 16 | Charles Leclerc       | 2018–2025            | | [ 296 ] |
| 17 | Jules Bianchi         | 2014                 | numer zastrzeżony po śmierci Bianchiego w GP Japonii 2014                                                                            | [ 297 ] |
| 18 | Lance Stroll          | 2017–2025            | | [ 298 ] |
| 19 | Felipe Massa          | 2014–2017            | | [ 299 ] |
| 20 | Kevin Magnussen       | 2014–2020, 2022–2024 | | [ 300 ] |
| 21 | Esteban Gutiérrez     | 2014, 2016           | | [ 301 ] |
| 21 | Nyck de Vries         | 2023                 | w GP Włoch 2022 używał tymczasowego numeru 45                                                                                        | [ 302 ] |
| 22 | Jenson Button         | 2014–2017            | | [ 303 ] |
| 22 | Yuki Tsunoda          | 2021–2025            | | [ 304 ] |
| 23 | Alexander Albon       | 2019–2020, 2022–2025 | | [ 305 ] |
| 24 | Zhou Guanyu           | 2022–2024            | | [ 306 ] |
| 25 | Jean-Éric Vergne      | 2014                 | | [ 307 ] |
| 26 | Daniił Kwiat          | 2014–2017, 2019–2020 | | [ 308 ] |
| 27 | Nico Hülkenberg       | 2014–2020, 2022–2025 | | [ 309 ] |
| 28 | Will Stevens          | 2015                 | w GP Abu Zabi 2014 używał tymczasowego numeru 46                                                                                     | [ 310 ] |
| 28 | Brendon Hartley       | 2017–2018            | w GP Stanów Zjednoczonych 2017 używał tymczasowego numeru 39                                                                         | [ 311 ] |
| 30 | Jolyon Palmer         | 2016–2017            | | [ 312 ] |
| 30 | Liam Lawson           | 2024–2025            | od GP Holandii 2023 do GP Kataru 2023 używał tymczasowego numeru 40                                                                  | [ 313 ] |
| 31 | Esteban Ocon          | 2016–2018, 2020–2025 | | [ 314 ] |
| 33 | Max Verstappen        | 2015–2021            | w latach 2022–2025 jako mistrz świata używa numeru 1                                                                                 | [ 315 ] |
| 35 | Siergiej Sirotkin     | 2018                 | | [ 316 ] |
| 43 | Franco Colapinto      | 2024–2025            | | [ 317 ] |
| 44 | Lewis Hamilton        | 2014–2025            | w latach 2015–2016 i 2018–2021 nie skorzystał z prawa do używania numeru 1 jako mistrz świata                                        | [ 318 ] |
| 47 | Mick Schumacher       | 2021–2022            | | [ 319 ] |
| 51 | Pietro Fittipaldi     | 2020                 | | [ 320 ] |
| 53 | Alexander Rossi       | 2015                 | | [ 321 ] |
| 55 | Carlos Sainz          | 2015–2025            | | [ 322 ] |
| 63 | George Russell        | 2019–2025            | | [ 323 ] |
| 77 | Valtteri Bottas       | 2014–2024            | | [ 324 ] |
| 81 | Oscar Piastri         | 2023–2025            | | [ 325 ] |
| 87 | Oliver Bearman        | 2025                 | w GP Arabii Saudyjskiej 2024 używał tymczasowego numeru 38; w GP Azerbejdżanu 2024 i GP São Paulo 2024 używał tymczasowego numeru 50 | [ 326 ] |
| 88 | Rio Haryanto          | 2016                 | | [ 327 ] |
| 88 | Robert Kubica         | 2019, 2021           | | [ 328 ] |
| 89 | Jack Aitken           | 2020                 | | [ 329 ] |
| 94 | Pascal Wehrlein       | 2016–2017            | | [ 330 ] |
| 98 | Roberto Merhi         | 2015                 | | [ 331 ] |
| 99 | Adrian Sutil          | 2014                 | | [ 332 ] |
| 99 | Antonio Giovinazzi    | 2019–2021            | w GP Australii 2017 i GP Chin 2017 używał tymczasowego numeru 36                                                                     | [ 333 ] |